# La Purísima, Ezequiel Montes
La Purísima är en ort i Mexiko.   Den ligger i kommunen Ezequiel Montes och delstaten Querétaro Arteaga, i den centrala delen av landet, 160 km nordväst om huvudstaden Mexico City. La Purísima ligger 1 968 meter över havet och antalet invånare är 519.
Terrängen runt La Purísima är platt åt sydväst, men åt nordost är den kuperad. Runt La Purísima är det ganska tätbefolkat, med 83 invånare per kvadratkilometer. Närmaste större samhälle är Ezequiel Montes, 1,8 km sydost om La Purísima. Trakten runt La Purísima består till största delen av jordbruksmark.